# Approximation

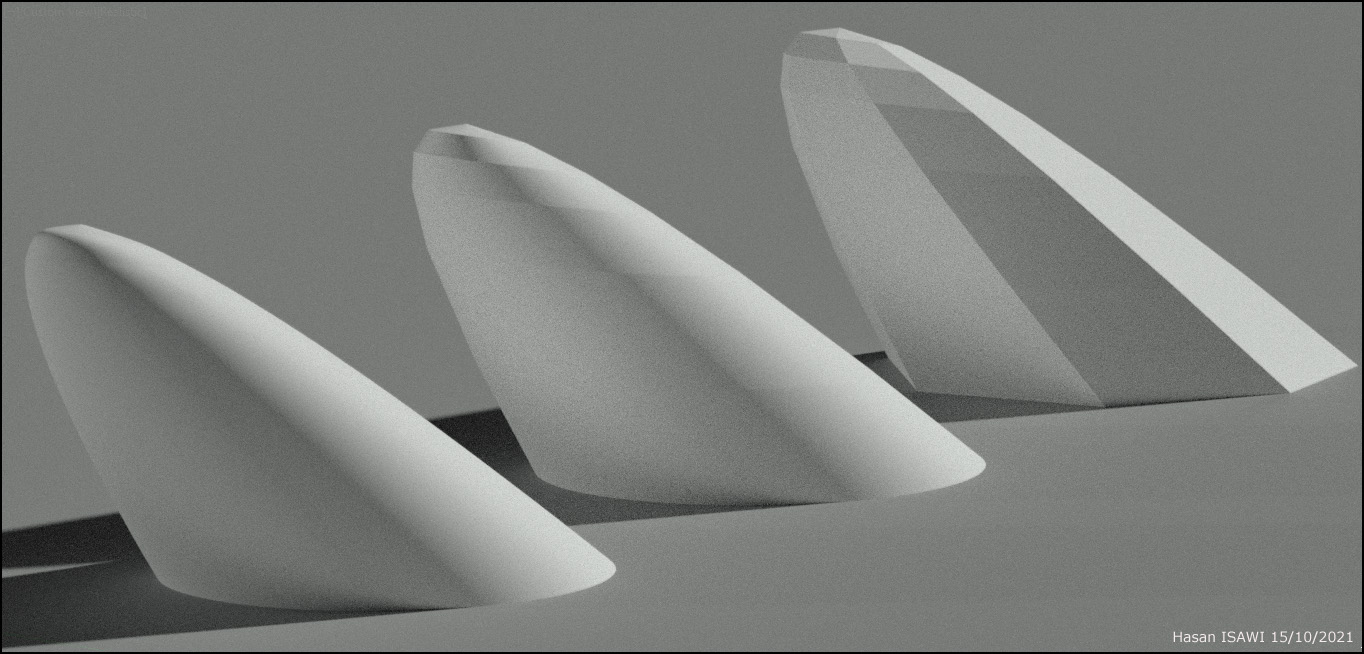
Approximations d'une figure géométrique en dimension 3.

Une approximation est une représentation imprécise ayant toutefois un lien étroit avec la quantité ou l’objet qu’elle reflète : approximation d’un nombre (de π par 3,14, de la vitesse instantanée d’un véhicule par sa vitesse moyenne entre deux points), d’une fonction mathématique, d’une solution d’un problème d’optimisation, d’une forme géométrique,  d’une loi physique,  etc.  Une valeur approximative est dite soit par défaut, soit par excès, selon qu’elle est inférieure ou supérieure à la valeur exacte, supposée connue. Par exemple, π ≈ 3,14 par défaut.
Lorsqu’une partie de l’information nécessaire fait défaut, une approximation peut se substituer à une représentation exacte. Cependant, même si cette dernière est connue, une approximation est parfois préférable par le fait qu’elle simplifie l’analyse sans générer de trop grandes erreurs. Par exemple, les physiciens rapprochent souvent la forme de la Terre à celle d’une sphère, même si des représentations plus précises sont possibles : plusieurs phénomènes physiques (telle la pesanteur) sont en effet plus faciles à étudier en supposant une sphère à la place d’une forme plus complexe.
Le choix d’un degré d’approximation dépend de l’information disponible, du niveau d’exactitude souhaité, de la sensibilité des résultats aux données, des gains de temps et d’effort qui en découlent.

## En sciences
La méthode scientifique procède par des interactions incessantes entre les mesures empiriques et les prédictions de la théorie (les lois scientifiques) : les écarts constatés mettent en lumière ses limites et tracent les voies d’un perfectionnement.
En philosophie des sciences, il est souvent admis que les mesures restent des approximations imparfaites des grandeurs mesurées.
En histoire des sciences, il apparaît que les lois scientifiques admises à une période de l’histoire s’avèrent de simples approximations d’un nouveau système de lois plus générales.
La validation d’un nouveau système de lois nécessite une concordance entre ses résultats et ceux des anciennes lois, ceci dans le champ commun d’application et d’expérimentation. C’est le principe de correspondance entre la physique classique et la physique quantique.

## En mathématiques
En mathématiques, le terme « approximation » se réfère :
- Aux nombres : les approximations numériques résultent parfois de l’emploi d’un nombre restreint de chiffres significatifs dans la représentation décimale d’un nombre. L’approximation diophantienne traite de l’approximation des nombres réels par les nombres rationnels. Le symbole {\displaystyle \approx } (U+2248 ; localement remplacé par {\displaystyle \simeq } U+2243[1]) signifie « est presque égal à », et permet de donner une valeur approchée d’un nombre. La largeur limitée des registres du processeur d’un ordinateur ne permet de représenter exactement qu’un nombre limité de nombres réels : pour les autres, ce sont des approximations avec une certaine précision.
- Aux fonctions : la théorie de l'approximation est une branche des mathématiques, représentant une partie importante de l’analyse fonctionnelle. Les équivalents traitent de l’approximation d’une fonction quand un paramètre tend vers une valeur donnée.
- Aux intégrales définies : les méthodes numériques pour l’approximation d’une intégrale donnent souvent des résultats approchés, même s’il est possible de limiter les erreurs à une valeur prédéfinie.
- Aux solutions d’équations ou de problèmes d'optimisation : de nombreuses méthodes existent pour approcher numériquement la solution d’une équation. Citons entre autres la méthode de Newton qui utilise les dérivées successives pour approcher les solutions d’une fonction.
- Aux modèles : afin de réduire la complexité des relations décrivant un modèle ou pour faciliter sa résolution numérique, une approche fréquente consiste à simplifier les équations (par exemple en supprimant certains termes dont l’importance est jugée secondaire) ou à reformuler le problème sous des hypothèses moins générales :
  - Si la finalité est la découverte d’un algorithme de résolution, il s’agit d’une étape dans un processus de recherche.
  - Si la finalité est de se faciliter la tâche, une grande vigilance s’impose afin de s’assurer que les simplifications ne dénaturent pas le modèle d’origine. Un exemple simple illustrant ce propos est fourni par le problème du vendeur de journaux : le remplacement d’une variable aléatoire par un scalaire (égal à sa valeur espérée) peut très significativement dégrader les résultats.

L’analyse numérique est la branche des mathématiques qui, entre autres, étudie qualitativement et quantitativement la nature des approximations issues de nombreuses méthodes, en particulier la méthode des éléments finis et la méthode des différences finies permettant de calculer les solutions d’équations aux dérivées partielles.

## En algorithmique
Un algorithme d'approximation est un algorithme qui donne une solution approchée au problème posé, avec une garantie sur la qualité de la solution.

## Note
1. ↑  Le symbole U+2248 ≈ presque égal à  est préconisé par la norme ISO 31:11-1992 (révisée dans le même sens par la norme ISO/CEI 80000-2:2009), car ≃ (U+2243) signifie « asymptotiquement égal à ». En pratique, la norme ISO n’est pas toujours appliquée, et les différents symboles sont interchangeables dans une certaine mesure, de sorte que des mathématiciens affirment que la notation n’est pas normalisée : [réf. souhaitée].